# Уильямс, Ральф
Джеймс Ральф Уильямс (англ. James Ralph Williams; 28 июля 1878, Пенарт, Вейл-оф-Гламорган — 21 декабря 1929, Кардифф) —  валлийский хоккеист на траве, нападающий. Бронзовый призёр летних Олимпийских игр 1908 года.

## Биография
Ральф Уильямс родился 28 июля 1878 года в британском городе Пенарт.
Играл в хоккей на траве за «Ньюпорт».
В 1908 году вошёл в состав сборной Уэльса по хоккею на траве на летних Олимпийских играх в Лондоне и завоевал бронзовую медаль, которая пошла в зачёт Великобритании. Играл на позиции нападающего, провёл 1 матч, забил 1 мяч в ворота сборной Ирландии. Он остаётся единственным в истории сборной Уэльса забитым на Олимпийских играх, поскольку больше валлийцы в финальных турнирах не участвовали.
Умер 21 декабря 1929 года в британском городе Кардифф.